# Klaus Endruweit
Klaus Endruweit, född 6 december 1913 i Tilsit, död 3 september 1994 i Hildesheim, var en tysk läkare och medlem i Sturmabteilung (SA). Han deltog i Tredje rikets så kallade eutanasiprogram Aktion T4 och tillhörde ledningen vid eutanasianstalten (NS-Tötungsanstalt) Sonnenstein. 